# ホニ・モンティエル
ホナタン・"ホニ"・モンティエル・カバジェロ（Jonathan "Joni" Montiel Caballero、1998年9月3日 - ）は、スペイン・マドリード出身のサッカー選手。ブルゴスCF所属。ポジションはミッドフィールダー。

## クラブ経歴
マドリードに生まれ、2010年に地元クラブラージョ・バジェカーノのカンテラに加入した。2015-16シーズンにBチームデビューを果たすと、2015年12月10日、コパ・デル・レイのヘタフェCF戦で17歳にしてトップチームデビューを果たした。
2018年1月30日、クラブとの契約を2年間延長し、延長後すぐにCDトレドへとレンタル移籍をした。翌2018-19シーズンはデポルティーボ・ラ・コルーニャのBチームにレンタル移籍をし、3月8日にはトップチームでも出番を得た。
2021年7月28日、1シーズンの間、レアル・オビエドにレンタルされることが決まった。
2022年7月14日、2022-23シーズンはレバンテUDにレンタル移籍することが発表された。